# Wheelfall
 (janvier 2025).
Wheelfall est un groupe français de metal avant-gardiste. Initialement formé en 2009 en tant que groupe stoner / doom, Wheelfall a progressé vers un son plus diversifié, combinant désormais des influences de genres tels que le metal avant-gardiste, la musique industrielle, le post-metal, la musique noise et le post-hardcore entre autres genres. 
Il existe ainsi une véritable fracture entre la première période du groupe, s'étendant de 2009 à 2012, et la seconde commençant à partir de l'album Glasrew Point en 2015 après un hiatus de près de deux années.
Wheelfall se démarque par sa production d'albums concept, alliant musique, narration, littérature et visuels. Le groupe poursuit le concept d'art total à travers ses disques, pour aborder des thèmes tels que « le survival, le rapport à la technologie et la communication de masse, la folie et la perte d'identité et d'idéaux » ainsi que le scepticisme, doctrine très récurrente dans les concepts du groupe.

## Historique

### Débuts (2009–2010)
Au début de l'année 2009, Fabien W. Furter (aka FWF), Quentin Vega, Niko El Moche et Florian Rambour créent Wheelfall dans une optique stoner doom, suivant les traces de groupes comme Goatsnake et Kyuss. 
Le premier album du groupe, From the Blazing Sky at Dusk, sort en 2010. Il marque déjà leur volonté do-it-yourself, s'étant occupé de toutes les étapes de sa production, de l'enregistrement (dans les garages des membres du groupe) à sa sortie, totalement indépendante. Ce disque a été pressé à un faible nombre d'exemplaires CD qui sont difficilement trouvables.
En phase avec son époque, le groupe décide de le laisser en téléchargement gratuit sur internet, ce qui leur permit de se faire un nom sur la scène internationale. Ce disque pose les prémices des concepts albums que le groupe sortira par la suite : il intègre déjà en effet une narration au cours des différents morceaux et un artwork illustrant l'histoire.

### Interzoneet pause (2011-2015)
À la fin de 2010, Quentin Vega est remplacé à la batterie par Niko Elbow, ce qui marque le début de la composition du premier album Interzone qui sortira en 2012. Avec cet album, Wheelfall accédera a une notoriété plus grande, jouant avec Kadavar, Ramesses, Moonspell ou encore Punish Yourself. Fidèle à son éthique DIY, l'album sort sur le label indépendant Sunruin Records, fondé par deux membres du groupe.
Wheelfall commence sur cet album à utiliser des structures progressives, et on note la présence d'une histoire dans le disque, contée par la musique mais aussi par les visuels. On retrouve ici le symbole du tripode, présent sur tous les visuels du groupes à cette periode, représentant les thèmes abordés par Wheelfall.
Le titre de l'album, Interzone, fait référence au lieu créé par William S. Burroughs, écrivain de la Beat Generation, et montre l'attachement du groupe à l’expérimentation dans l'art. À la suite de cet album et d'un split album avec A Very Old Ghost Behind the Farm, le groupe décide de se retirer des médias pour se remettre en question, ce qui conduira à la composition de Glasrew Point. Wheelfall ne donne pas de nouvelles ni de concerts durant 2 ans, et certains de ses membres prennent part dans diverses formations : Niko Elbow dans le groupe Joy/Disaster, et Fabien W. Furter sorti un premier album solo sous le nom de FWF, Skeptics, puis intègre les groupes Chaos Echoes et Phazm.

### Glasrew Pointet dernières activités (depuis 2015)
Wheelfall sort le double album et sa nouvelle Glasrew Point le 19 septembre 2015 via Sunruin Records. L'album marque une rupture stylistique avec le passé du groupe, qui s'oriente désormais vers une musique plus sombre et expérimentale, tout en gardant le côté abrasif du stoner doom. On y décèle de forte influence de musique industrielle, de dark ambient, de black metal au sein d'un univers post-metal atypique,. Thibaut Thieblemont rejoint Wheelfall à l'occasion de la composition de l'album, aux claviers, samples, troisième guitare et chant additionnel.
L'album est unanimement loué par la critique,, de par sa qualité musicale mais aussi son concept ambitieux,. Le groupe pousse l'aspect conceptuel et art total jusqu'à proposer en plus d'un double album (illustré par Charlotte Bohn) une nouvelle écrite par Blandine Bruyère basée sur l'histoire de Glasrew Point, illustrée de photographies (par Marine Gerard et Pauline Talon) et peintures (Sylvie Thouron). La nouvelle, l'album et les visuels racontent chacun une facette du concept de Glasrew Point.
À la suite de la sortie de l'album, Wheelfall signe avec le label Apathia Records.

## Membres

### Membres actuels
- Fabien W. Furter – chant, guitare (depuis 2009)
- Thibaut Marquis – basse (depuis 2017)
- Florian Rambour – guitare (depuis 2009)
- Thibaut Thieblemont – guitare, claviers, effets sonores, samples, chœurs (depuis 2016)
- Maxime Hanné - batterie (depuis 2020)

### Anciens membres
- Quentin Vega - batterie (2009-2010)
- Niko El Moche - basse (2009-2016)
- Niko Elbow Giraud - batterie (2010-2015, 2019-2020)
- Skaparen - batterie (2016-2019)

## Discographie

### Albums studio
- 2012 : Interzone (Sunruin Records)
- 2015 : Glasrew Point (double-album ; Sunruin Records/Apathia Records)
- 2017 : The Atrocity Report (Apathia Records)

### 7"/EPs
- 2010 : From the Blazing Sky at Dusk

### Splits
- 2012 : Split avec A Very Old Ghost Behind the Farm

### Vidéos
- 2015 : Vanishing Point
- 2016 : Shape Shifter
- 2017 : The Way of Every Crime is Ours
- 2017 : Violence is Seduction
- 2017 : Impenitent (playthrough)
- 2019 : Compulsions

### Albums Live
- Live sessions 2013 CD (2015, Sunruin Records)

## Autres projets
- Chaos Echoes - Groupe de death metal, drone et de musique expérimentale avec Fabien W. Furter à la guitare (depuis 2015).
- Phazm - groupe de black metal et death 'n' roll avec Fabien W. Furter à la basse de 2014 à 2016.
- FWF - projet solo dark ambient et musique expérimentale de Fabien W. Furter.
- Joy/Disaster - groupe de rock/post-punk avec Niko Elbow Giraud.